# John Neijenhuis
John Neijenhuis (Huissen, 1 juli 1965) is een Nederlandse oud-voetballer. Hij speelde zijn gehele carrière in het betaald voetbal bij FC Twente. Hij trainde onder meer RKOSV Achates, SV Leones en De Treffers, MVR, SDOUC en SV Milsbeek.

## Spelerscarrière
Neijenhuis begon bij RKHVV en ging op z'n achttiende met trainer Ben Zweers naar VV Rheden. Neijenhuis speelde zes seizoenen als aanvaller bij FC Twente. Hierin kwam hij tot 95 competitiewedstrijden, waarin hij 8 keer het net wist te vinden. Zijn laatste doelpunt scoorde hij tegen Sparta Rotterdam in de 4-0 thuisoverwinning, toen hij na bijna drie maanden zijn rentree maakte. Een week later werden de Tukkers echter alweer met 7-0 aan de kant geschoven door Ajax. Neijenhuis speelde één seizoen voor Achilles '29 uit Groesbeek en ging toen naar dorpsgenoot De Treffers, wat toen uitkwam in de Hoofdklasse. Hier sloot hij zijn spelerscarrière af.

## Trainerscarrière
Bij deze club begon Neijenhuis dan ook zijn carrière als trainer. Hij begon in 2003 als assistent-trainer en werd in november 2006, eerst ad-interim, gepromoveerd tot hoofdtrainer. Hij vertrok in 2008 naar RKOSV Achates, waar hij de club uit Ottersum in zijn eerste seizoen kampioen maakte van de derde klasse. Ondanks handhaving in de tweede klasse in het seizoen 2009/10, besloot Neijenhuis te vertrekken. Bij zijn nieuwe club, SV Leones werd hij ook in zijn eerste seizoen kampioen. Ook hier besloot hij na twee seizoenen te vertrekken. Ditmaal ging hij terug naar Groesbeek, waar hij samen met Camiel Jager de ontslagen Johan de Kock opvolgde bij De Treffers. Camiel Jager was sinds het ontslag van De Kock gepromoveerd tot interim-trainer. In zijn eerste seizoen en het tweede seizoen van De Treffers in de Topklasse, lijkt een eindklassering in de subtop in zicht. Ondanks een zwakke start (de Groesbekers stonden zelfs even laatste), is zelfs de tweede periode nog haalbaar, waarmee De Treffers het recht krijgt om het volgende seizoen pas in de tweede ronde in te stromen in de KNVB beker. Jager en Neijenhuis verlengden halverwege het seizoen hun contracten met één jaar. In het seizoen 2013/2014 liet Neijenhuis eerst nog weten aan het einde van dat seizoen te stoppen. Door de slechte resultaten in de periode rond de winterstop namen de trainer en zijn ploeg op 30 januari 2014 per direct afscheid van elkaar. Per augustus 2015 is Neijenhuis actief geworden als trainer bij de toentertijd vierde klasse amateurs van voetbalvereniging MvR uit 's-Heerenberg. In zijn eerste jaar wist Neijenhuis direct te promoveren naar de derde klasse. Vanaf het seizoen 2018/19 gaat Neijenhuis SDOUC trainen. In november 2019 stopte Neijenhuis bij SDOUC. Vanaf het seizoen 2020/21 traint Neijenhuis SV Milsbeek.

## Statistieken
| 1986/87 | FC Twente | 6  | 0 | Eredivisie |   |   |   |   |   |
| 1987/88 | FC Twente | 15 | 1 | Eredivisie |   |   |   |   |   |
| 1988/89 | FC Twente | 28 | 3 | Eredivisie |   |   |   |   |   |
| 1989/90 | FC Twente | 10 | 0 | Eredivisie |   |   |   |   |   |
| 1990/91 | FC Twente | 19 | 2 | Eredivisie |   |   |   |   |   |
| 1991/92 | FC Twente | 17 | 2 | Eredivisie |   |   |   |   |   |
| Totaal  | Totaal    | 95 | 8 | 8          | 8 | 8 | 8 | 8 | 8 |